# Tomasz Majeran
Tomasz Majeran (ur. 1971 we Wrocławiu) – polski poeta, pisarz i podróżnik. 

## Życiorys
Studiował filologię polską na Uniwersytecie Wrocławskim oraz filozofię na Uniwersytecie Wiedeńskim. W latach 1996–1998 był sekretarzem redakcji miesięcznika „Odra”, a w latach 1996–2009 prowadził autorskie Wydawnictwo Pomona, w którym publikował polską poezję współczesną.
W 2009 przeszedł pieszo szlakami Karpat i Sudetów wzdłuż południowej granicy Polski, a relację z tej podróży opublikował w miesięczniku „Twórczość”. W 2017 roku przeszedł pieszo trasę z Wrocławia do Santiago de Compostela i przylądka Finisterra - fragmenty dziennika podróży ukazały się w „Dużym Formacie” – magazynie reporterów „Gazety Wyborczej”.
Prowadził na Facebooku profil Wikipedia jako źródło cierpień (i wielu przyjemności).
Mieszka we Wrocławiu.

## Twórczość
Jego teksty stanowią rodzaj swoistej zabawy literackiej, miesza w nich elementy kultury wysokiej i popularnej. Na kanwie wierszy z tomu „Koty. Podręcznik użytkownika” powstał recital prezentowany w ramach Przeglądu Piosenki Aktorskiej w 2017 roku.  Tłumaczony na kilka języków, m.in. na angielski, niemiecki, hiszpański oraz ukraiński..
Poezja:
- Elegia na dwa głosy (1994)
- Ruchome święta (2001)
- Koty. Podręcznik użytkownika, rys. Adam Wiedemann (2002)
- Koty. Podręcznik użytkownika, rys. Eugeniusz Get-Stankiewicz (2006)
- Koty. Podręcznik użytkownika, rys. Pola Dwurnik (Wydawnictwo Wolno, 2017)

Proza:
- Xięga przysłów. Prolegomena do słownika Nowej Ery (1997)
- Pierre Menard, autor Don Kichota (powieść w jednym rękopiśmiennym egzemplarzu, podarowana Eugeniuszowi Getowi-Stankiewiczowi, 2006)